# Рябинин, Николай Александрович
Николай Александрович Рябинин (30.12.1885 года — 1938 г.) российский-советский военно-морской офицер, капитан 2-го ранга, участник Первой мировой и Гражданской войны, начальник штаба Каспийской флотилии и Черноморского флота, кавалер ордена Святого Владимира 4-й степени с мечами и бантом.

## Биография
Николай Александрович Рябинин родился 30 декабря 1885 года в Финляндии в крестьянской семье. С 1905 году после окончания коммерческого училища поступил на кораблестроительное отделение Санкт-Петербургского политехнического института.
После института зачислен юнкером во 2-й Балтийский флотский экипаж, затем переведен в Морское инженерное училище. В 1910—1917 году офицер Черноморского флота в званиях от мичмана до капитана 2-го ранга. Участник первой мировой войны. За личную храбрость, проявленную в бою с немецким линейным крейсером «Гебен», награждён орденом Святого Владимира 4-й степени с мечами и бантом. В 1918—1920 годах в белой армии, командующий транспортной флотилией Каспия, начальник штаба Каспийской флотилии и Черноморского флота.
В ноябре 1920 года при вступлении Красной Армии в Севастополь отказался бежать за границу. В 1921 году Рябинин вернулся в Финляндию, где проживали его родители. Через год решением ВЦИК был восстановлен в советском гражданстве и в 1923 году вернулся в СССР. С ноября 1923 года на службе в Красной Армии. 10 ноября 1923 года приказом по флоту № 978 зачислен на службу по флоту и назначен помощником начальника организационного отдела Строевого управления Морского штаба Красного флота, а затем — начальником Мобилизационного отдела Оперативного управления штаба РККФ. В апреле 1925 года уволен в запас «за невозможностью соответствующего использования». Работал мастером на Судостроительном заводе им. Марти в Николаеве и на различных должностях в Облисполкоме города Николаева.
В декабре 1929 года арестован Николаевским окружным отделом ГПУ по обвинению в шпионаже и вредительстве в военном судостроении (перед арестом — Главный инженер окружного отдела коммунального хозяйства). Осужден на 5 лет исправительно-трудовых лагерей. Досрочно освобожден весной 1934 года. Был вынужден переехать вместе с семьёй в город Гороховец Владимирской области, в связи с ограничением мест проживания. Работал техническим директором Гороховецкой судоверфи. Арестован вторично 4 сентября 1937 года и приговорен к 10 годам лагерей без права переписки. По данным архива Владимирского КГБ Николай Александрович Рябинин расстрелян 30 сентября 1938 года в городе Иваново. Место захоронения неизвестно.
В 1958 году Н. А. Рябинин полностью реабилитирован за отсутствием состава преступления.